# Roy Watson
Pour les articles homonymes, voir Watson.
Roy Watson est un acteur américain, né le 6 août 1876 à Richmond (Virginie), et mort le 7 juin 1937 à Hollywood (Californie).

## Biographie
La carrière de Roy Watson se déroule durant le muet, excepté deux apparitions anonymes après la venue du parlant.

## Filmographie partielle
- 1911 : Why the Sheriff is a Bachelor
- 1911 : Blackbeard
- 1911 : An Evil Power
- 1911 : The Craven Heart
- 1911 : Their Only Son
- 1911 : Stability vs. Nobility
- 1911 : Told in the Sierras
- 1911 : The Night Herder
- 1911 : Where There's a Will, There's a Way
- 1911 : An Indian Vestal
- 1911 : A Painter's Idyl
- 1911 : The Right Name, But the Wrong Man
- 1911 : In the Shadow of the Pines de Hobart Bosworth
- 1911 : A Frontier Girl's Courage
- 1911 : In the Days of Gold
- 1911 : George Warrington's Escape
- 1911 : The Little Widow
- 1912 : Me an' Bill
- 1912 : The New Woman and the Lion
- 1912 : As Told by Princess Bess
- 1912 : A Crucial Test
- 1912 : Monte Cristo : Villefort
- 1912 : The Price He Paid
- 1912 : The Love of an Island Maid
- 1912 : In Exile
- 1912 : The Cowboy's Adopted Child
- 1912 : A Reconstructed Rebel
- 1912 : Brains and Brawn
- 1912 : The Polo Substitute
- 1912 : The Vow of Ysobel
- 1912 : Kings of the Forest
- 1912 : The Junior Officer
- 1912 : Pansy
- 1912 : The Bandit's Mask
- 1912 : The Danites
- 1913 : Terrors of the Jungle
- 1913 : Man of the Woods
- 1913 : The Adventures of Kathlyn
- 1914 : The Lonesome Trail de Colin Campbell
- 1914 : The Uphill Climb
- 1914 : Caryl of the Mountains de Tom Santschi
- 1916 : The Adventures of Kathlyn
- 1917 : Between Man and Beast
- 1926 : Chasing Trouble de Milburn Morante